# Walentin Wydrin
Walentin Fieodosjewicz Wydrin (ros. Валентин Феодосьевич Выдрин, ur. 1961) – rosyjski językoznawca. Specjalizuje się w językach afrykańskich.
Jest autorem prac naukowych z zakresu języków mande, opublikowanych w językach rosyjskim, francuskim i angielskim. Jego dorobek obejmuje słowniki i opracowania gramatyczne. Ukończył studia na Wydziale Studiów Orientalistyki Petersburskiego Uniwersytetu Państwowego. W 2001 roku uzyskał habilitację na podstawie pracy Fonołogiczeskij tip i imiennaja morfołogija pra-mandie (Фонологический тип и именная морфология пра-манде, Typ fonologiczny i morfologia imienna pra-mande). W 2010 roku objął stanowisko profesora języków mande w paryskim Institut national des langues et civilisations orientales.

## Wybrana twórczość
- И опять — части речи в бамана (2004)
- Язык бамана: Учебное пособие (2008)
- Фонологический тип и именная морфология пра-манде (2001)
- Тональные системы языков манде: Краткий обзор (2003)
- К реконструкции фонологического типа и именной морфологии пра-манде (2006)
- Манден-русский (манинка, бамана) словарь (współautorstwo, 1999)